# أسرة أبيدوس
يُفترض أن أسرة أبيدوس كانت أسرة ملكية مصرية محلية قصيرة العمر حكمت أجزاء من مصر الوسطى ومصر العليا خلال الفترة الانتقالية الثانية في مصر القديمة. كانت أسرة أبيدوس معاصرة للأسرتين الخامسة عشرة والسادسة عشرة، من حوالي 1650 إلى 1600 قبل الميلاد. كان من الممكن أن يكون مقرها في أبيدوس أو حولها وربما كانت مقبرتها الملكية تقع عند سفح جبل أنوبيس، وهو تل يشبه الهرم في صحراء أبيدين، بالقرب من مقبرة منحوتة في الصخر بنيت للملك المصري سنوسرت الثالث.

## الجدل حول الوجود

### دليل لصالح

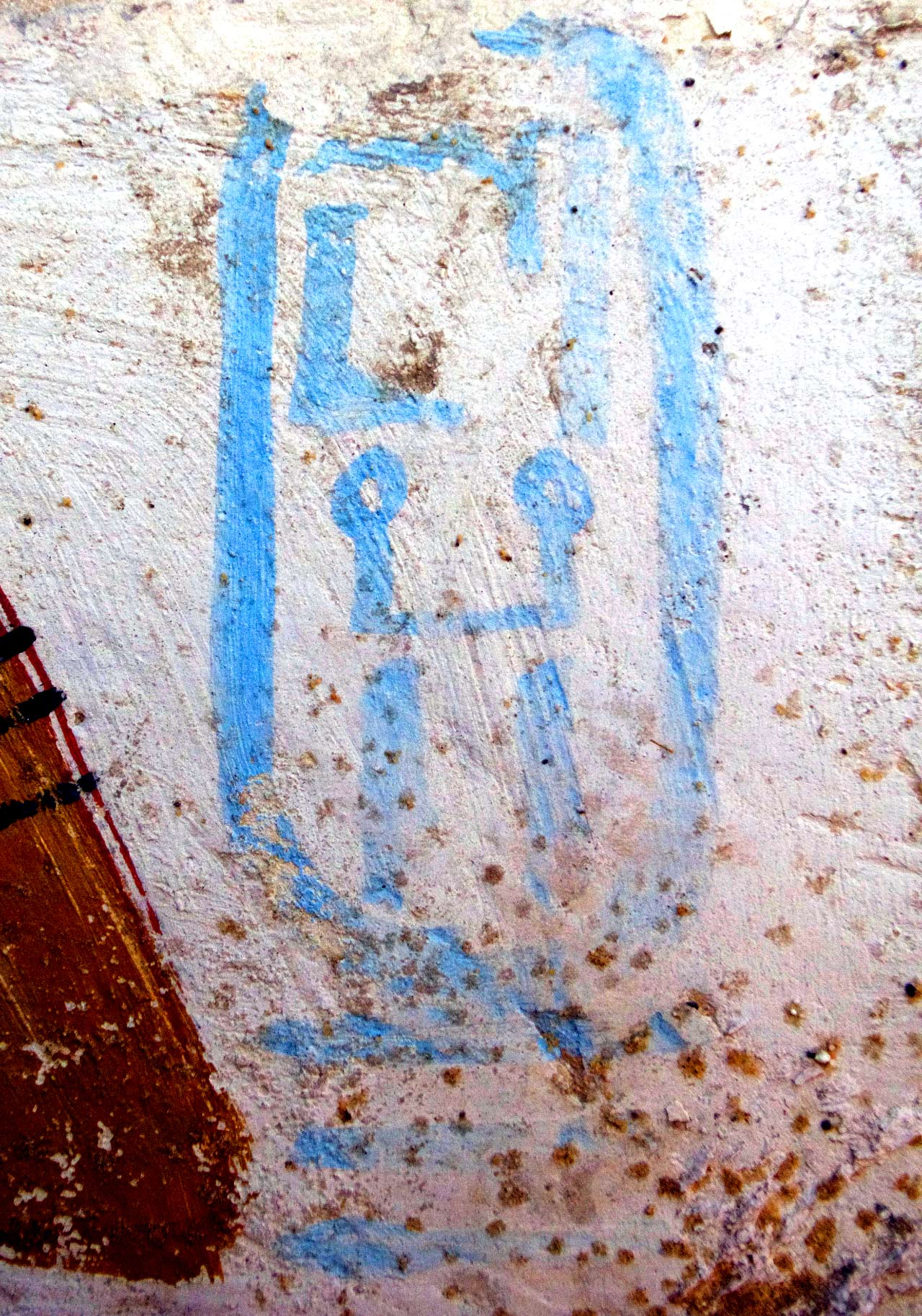
خرطوش الملك المصري وسر ايب رع سنب كاي داخل قبر دفن الملك.

تم اقتراح وجود أسرة أبيدوس لأول مرة من قبل ديتليف فرانك ثم شرحه كيم ريهولت لاحقًا في عام 1997. ويلاحظ ريهولت أن اثنين من الملوك المشهود لهم في هذه الفترة، ويبواوت مس اف (وبواوت هو حمايته) وبانتجيني (هي ثينيس)، تحمل الأسماء فيما يتعلق بأبيدوس: كان ويبوايت إلهًا مهمًا لأبيدين
وثينيس مدينة بارزة، تقع على بعد أميال قليلة شمال أبيدوس. بالإضافة إلى ذلك، يُعرف كل من ويبواوت مس اف وبانتجيني و سنايب، وهو ملك آخر من تلك الفترة، من لوحة واحدة تم اكتشافها في أبيدوس، والتي يمكن أن تكون علامة على أن هذا كان مقر سلطتهم. أخيرًا، يجادل ريهولت بأن وجود أسرة أبيدوس من شأنه أن يفسر 16 مدخلاً لقانون تورين في نهاية الأسرة السادسة عشر. ربما تكون أسرة أبيدوس قد ظهرت إلى الوجود في الفاصل الزمني بين سقوط الأسرة الثالثة عشر مع غزو الهكسوس لمنف وتقدم الهكسوس جنوبا إلى طيبة.
ربما تم إثبات وجود الأسرة الحاكمة في يناير 2014، عندما تم اكتشاف قبر الملك المصري غير المعروف سابقًا سنب كاي في الجزء الجنوبي من أبيدوس، وهي منطقة تسمى «جبل أنوبيس» في العصور القديمة. إذا كان سنب كاي ينتمي بالفعل إلى أسرة أبيدوس، فإن قبره قد يشير إلى المقبرة الملكية لهذه الأسرة، المجاورة لمقابر حكام المملكة المصرية الوسطى. منذ ذلك الحين، كشفت الحفريات عن ما لا يقل عن ثمانية مقابر ملكية مجهولة تعود إلى الفترة الانتقالية الثانية مماثلة في الأسلوب والحجم لمقبرة سنب كاي، بالإضافة إلى مقبرتين، ربما أهرامات، يعود تاريخهما إلى منتصف الأسرة الثالثة عشر، S9 و S10، والتي قد تكون ملكا لنفر حتب الأول وشقيقه سوبك حتب الرابع.

### دليل ضد
لم يتفق جميع العلماء على وجود أسرة أبيدوس. على سبيل المثال، لاحظ مارسيل مارى أن ورشة عمل تعمل من أبيدوس وتنتج لوحات لملكين مرتبطين بأسرة أبيدوس، بانتجيني وويبواوت مس اف ، من المحتمل أيضًا أن تكون قد أنتجت لوحة رع حتب من الأسرة السابعة عشر. وبالتالي، إذا كانت أسرة أبيدوس موجودة بالفعل، فإن هذه الورشة كانت ستنتج شواهد لسلالتين معاديتين، وهو أمر يرى أنه غير مرجح إلى حد ما. ومع ذلك، لا يزال من غير الواضح ما إذا كانت هاتان الأسرتان قد تعايشتا في أي وقت: على سبيل المثال، في إعادة بناء ريهولت للفترة الانتقالية الثانية، تم فصلهما بواسطة حوالي 20 سنة.
في مواجهة الحجة المؤيدة لأسرة أبيدوس القائمة على قبر سنب كاي، يجادل ألكسندر إيلين-توميتش بأن بعض ملوك الدولة الوسطى، مثل سنوسرت الثالث وسوبك حتب الرابع، لديهم أيضًا مقابرهم في أبيدوس، ومع ذلك لا أحد يضع هؤلاء الملوك في أسرة أبيدوس مقرها. على العكس من ذلك، فإنه يتساءل عما إذا كان سنب كاي قد يكون أحد ملوك الأسرة السادسة عشر في طيبة.

## منطقة

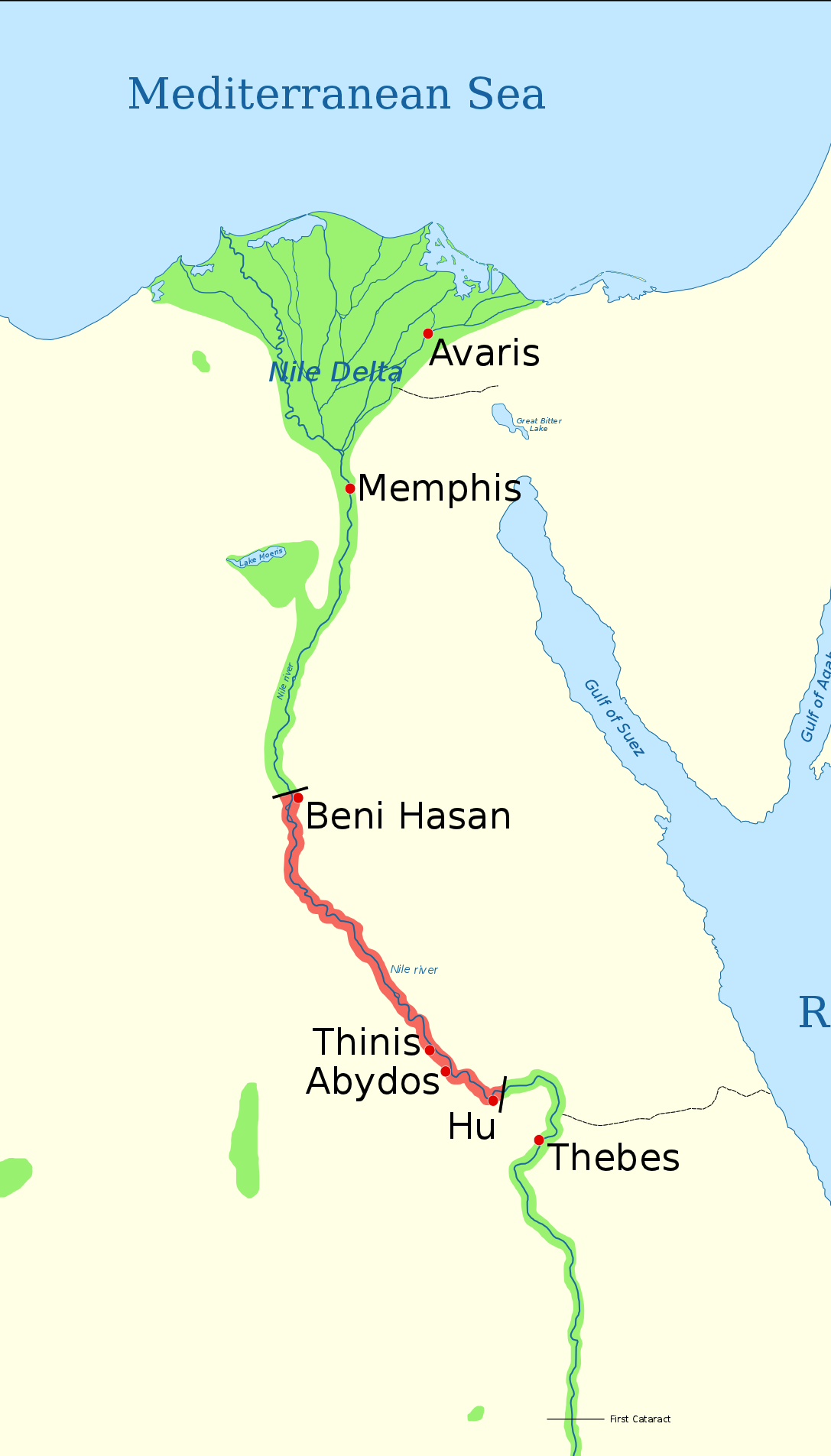
باللون الأحمر، المدى المحتمل لسلطة أسرة أبيدوس

إذا كانت أسرة أبيدوس سلالة حاكمة بالفعل، فمن المحتمل أن يكون مقر سلطتها إما أبيدوس أو ثينيس. اكتشف كارل ريتشارد ليبسيوس غرافيتًا محتملاً لـ ويبواوتيمساف في المقبرة BH2 من أمير الأسرة الثانية عشر أمنمحات في بني حسن، على بعد حوالي 250 كم شمال أبيدوس، في مصر الوسطى. إذا كان إسناد هذا الرسم صحيحًا وإذا كانت ويبواوت مس اف ينتمي إلى أسرة أبيدوس، فربما امتدت أراضيها إلى أقصى الشمال. نظرًا لأن الأسرة كانت معاصرة للأسرة السادسة عشرة، لا يمكن أن تمتد الأراضي الواقعة تحت سيطرة أبيدين إلى أبعد من هو، على بعد 50 كم جنوب أبيدوس.

## الحكام
نُسبت المدخلات الـ 16 التالية لقانون تورينو إلى أسرة أبيدوس بواسطة كيم ريهولت:
| سلالة الملك           | دخول قانون تورين       | حرفي           |
| --------------------- | ---------------------- | -------------- |
| وسر[...]رع            | العمود 11. السطر 16    | Wsr-[...]-Rˁ   |
| وسر[...]رع            | العمود 11. السطر 17    | Wsr-[...]-Rˁ   |
| ثمانية ملوك مفقودين   | العمود 11. السطر 18-25 |                |
| [...]هب رع            | العمود 11. السطر 26    | [...]-hb-[Rˁ]  |
| ثلاثة ملوك مفقودين    | العمود 11. السطر 27-29 |                |
| [...]هب رع (غير مؤكد) | العمود 11. السطر 30    | [...]-ḥb-[Rˁ]  |
| [...]ويبين رع         | العمود 11. السطر 31    | [...]-wbn-[Rˁ] |

قد يتطابق بعض الحكام المذكورين أعلاه مع الملوك الأربعة الموثقين الذين يُنسبون مبدئيًا إلى أسرة أبيدوس، ويُشار إليهم هنا دون اعتبار لترتيبهم الزمني (غير المعروف):
| اسم الملك                    | صورة | تعليق                                               |
| ---------------------------- | ---- | --------------------------------------------------- |
| سيكم رانيفر خاو وبواوت مس اف |      | قد ينتمي إلى أواخر الأسرة السادسة عشرة              |
| سخمير ختاوي بانتجيني         |      | قد ينتمي إلى أواخر الأسرة السادسة عشرة              |
| منخاو رع سنايب               |      | قد ينتمي إلى أواخر الأسرة الثالثة عشرة              |
| وسر ايب رع سنب كاي           |      | ربما يمكن التعرف عليه مع وسر[...]رع من قانون تورينو |